# Magas fokon
A Magas fokon (eredeti cím: High Heat) 2022-ben bemutatott amerikai akciófilm, amelyet James Pedersen forgatókönyvéből Zach Golden rendezett. A főbb szerepekben Olga Kurylenko és Don Johnson látható.
2022. december 16-án mutatták be a mozikban és streaming platformokon.

## Cselekmény
Ray és Ana házaspárként egy étterem tulajdonosaként és működtetőjeként dolgoznak, épp a megnyitó estéjét tartják. Azonban mindketten titkolóznak: Ray a maffiának tartozik, míg Ana volt KGB-ügynök. Mindkét titokra fény derül, amikor a maffia embereket küld Ray megölésére, de Ana legyőzi őket. 
Raynek és Anának össze kell dolgozniuk, hogy megmentsék az éttermüket és az életüket.

## Szereplők
| Szerep    | Színész              | Magyar hang      |
| --------- | -------------------- | ---------------- |
| Ana       | Olga Kurylenko       | Pikali Gerda     |
| Ray       | Don Johnson          | Ujréti László    |
| Mimi      | Kaitlin Doubleday    | Csondor Kata     |
| Tom       | Chris Diamantopoulos | Makranczi Zalán  |
| Dom       | Dallas Page          | Kőszegi Ákos     |
| Becky     | Bianca D'Ambrosio    | Kobela Kíra      |
| Kaitlyn   | Chiara D'Ambrosio    | Koller Virág     |
| Mick      | Ivan Martin          | Vida Péter       |
| Gary      | Jackie Long          | Egressy G. Tamás |
| Sebastian | Dylan Flashner       | Hajdu Tibor      |

## Bemutató
2021 októberében jelentették be a forgatás befejeződését.
2022 márciusában a film nemzetközi forgalmazási jogait a Saban Films vásárolta meg. 2022. december 16-án mutatták be a mozikban, míg digitálisan és Video on Demand szolgáltatáson keresztül 2022. december 16-án jelent meg.

## Fogadtatás
A Rotten Tomatoes weboldalon 64%-os értékelést kapott 11 kritika alapján.
Nadir Samara (Screen Rant) ötből két csillagot adott a filmre: „A szereplőgárda tele van ismerős arcokkal, de még ők sem tudják megmenteni a filmet. Bár az jól felépített, még sincs benne semmi különleges”.
Josh Bell (Comic Book Resources) dicsérte Johnson alakítását, amely szerinte „kellemes meglepetés a feledhető B-akciófilmek folyamatos áradata közepette”.
Joe Leydon, a Variety munkatársa pozitív kritikát adott a filmre, „szórakoztatónak” nevezve azt.
Julian Roman (MovieWeb) szintén pozitívan értékelte: „A Magas fokon  gyorséttermi tálca módjára kínálja a dilis akció-vígjátékot… A vicces mellékszereplők szórakoztató értéket adnak, amikor a nyers premissza nehézségekbe ütközik.

## Fordítás
- Ez a szócikk részben vagy egészben  a   High Heat (film) című angol Wikipédia-szócikk ezen változatának fordításán alapul.  Az eredeti cikk szerkesztőit annak laptörténete sorolja fel. Ez a jelzés csupán a megfogalmazás eredetét és a szerzői jogokat jelzi, nem szolgál a cikkben szereplő információk forrásmegjelöléseként.